# (82015) 2000 RK95
2000 أر كي 95 (ويعرف أيضًا باسم (82015) 2000 أر كي 95 وفق تسمية الكوكب الصغير) (بالإنجليزية: 2000 RK95)‏ هو كويكب ضمن حزام الكويكبات؛ وترتيبه 82015 من حيث الاكتشاف.
اكتُشف هذا الجُرم الفلكي بواسطة مرصد لويل للبحث عن الأجرام القريبة من الأرض في 4 سبتمبر 2000.

## وصلات خارجية
- (82015) 2000 RK95 في قاعدة بيانات مختبر الدفع النفاث لأجرام النظام الشمسي الصغيرة

- الاكتشاف · مخطط المدار ·  العناصر المدارية · المعلمات المادية

- (82015) 2000 RK95 على موقع ويكي سكاي: DSS2, SDSS, GALEX, IRAS, Hydrogen α, X-Ray, Astrophoto, Sky Map, Articles and images